# Khalid
Khalid Donnel Robinson (Fort Stewart, Georgia, SAD, 11. veljače 1998.), poznatiji pod mononimom Khalid, američki je pjevač i tekstopisac.
Dio je diskografskih kuća Right Hand Music Group i RCA Records. Proslavio se poslije izdavanja debitantskog studijskog albuma American Teen u 2017. godini, koji je dobio 4 puta platinastu nakladu (4 milijuna jedinica) od strane Udruženja diskografske industrije Amerike (RIAA). Album je iznjedrio i dva top 20 singla "Location" i "Young Dumb & Broke", pri čemu je prvi dobio Dijamantni certifikat (10 milijuna jedinica) od strane RIAA-e.
Kasnije iste, 2017., surađivao je s Logicom i Alessijom Caro na njegovom top 10 singlu "1-800-273-8255", što mu je donijelo nominaciju za nagradu Grammyja za pjesmu godine. Sljedeće godine, objavio je pop pjesme broj 1 "Love Lies" s Normanijem te "Eastside" s Bennyjem Blancom i Halsey, koje su izjednačile tadašnji rekord za najdulje pjesme na top ljestvici Mainstream Top 40 i dosegnule top 10 na Billboard Hot 100. U rujnu 2018. objavio je "Better" kao vodeći singl s EP-ja Suncity. U travnju 2019. objavio je svoj drugi studijski album, Free Spirit, koji je debitirao na vrhu Billboardove ljestvice 200. Glavni singl "Talk" dosegao je 3. mjesto u SAD-u i zaradio dobio je nagradu Grammy za nominaciju za snimku godine.
Khalid je dobio višestruka priznanja uključujući šest nominacija za nagradu Grammy, šest Billboard Music Awardsa, tri American Music Awardsa i MTV Video Music Awarda. Godine 2019. Khalid je proglašen jednom od 100 najutjecajnijih osoba od strane časopisa Time.